# 아리스가와노미야 다케히토 친왕
아리스가와노미야 다케히토 친왕(일본어: 有栖川宮威仁親王 아리스가와노미야 타케히토 신노[*], 1862년 2월 11일(분큐 2년 음력 1월 13일) ~ 1913년(다이쇼 2년) 7월 5일)는 일본의 황족이며 군인이다. 관직은 군사참의관, 훈등은 대훈위 공3급, 칭호 및 계급은 원수·제독을 역임하였다.
아리스가와노미야 다카히토 친왕의 제4왕자로 태어났으며, 어릴 적 이름은 사와노미야(稠宮)이다. 친왕비는 옛 가가국 가나자와 번주였던 화족 마에다 요시야스(前田慶寧)의 딸 야스코(慰子)이다.